# Vâltori (gmina Vadu Moților)
Vâltori – wieś w Rumunii, w okręgu Alba, w gminie Vadu Moților. W 2011 roku liczyła 57 mieszkańców.